# 土耳其烤肉

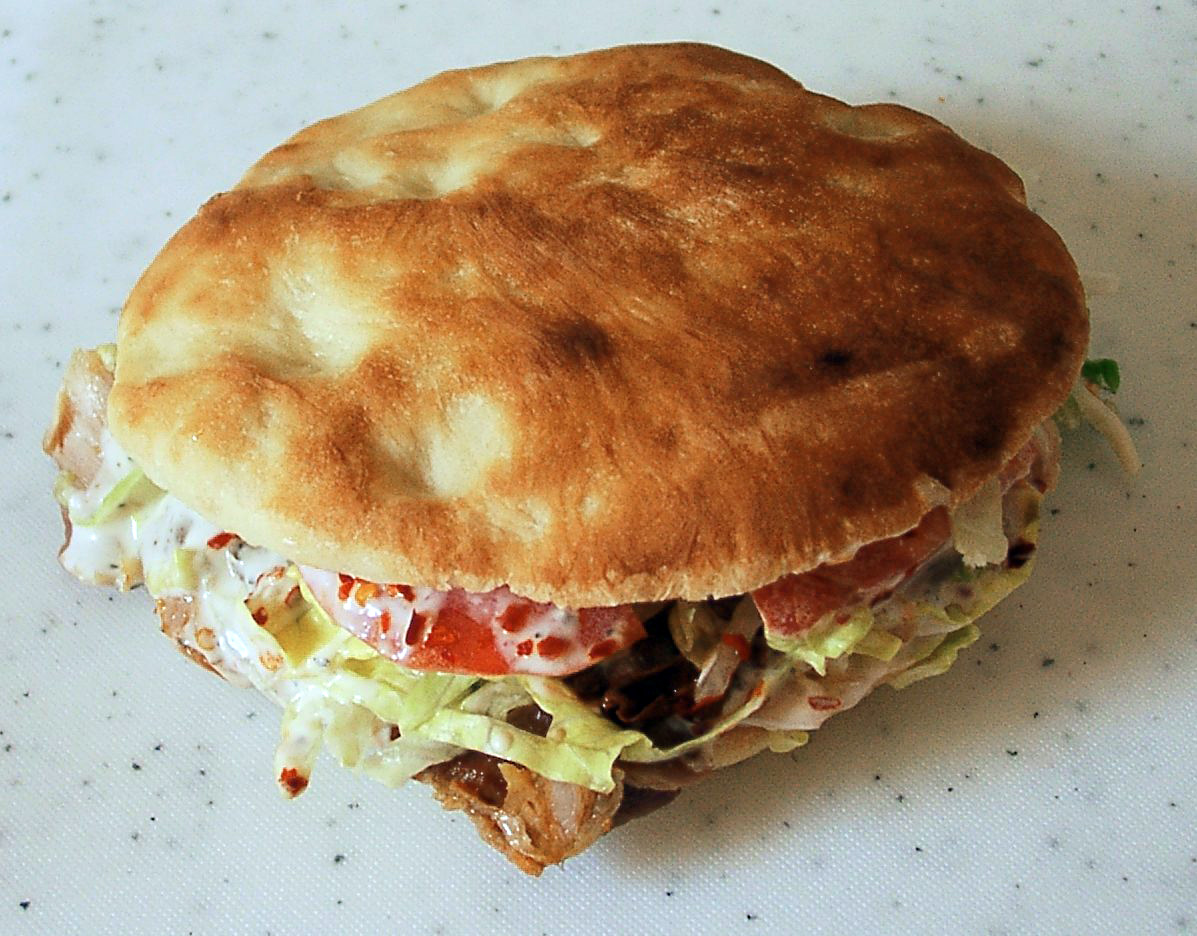
放在阿拉伯麵包裏的土耳其烤肉，是最常見到的樣子。

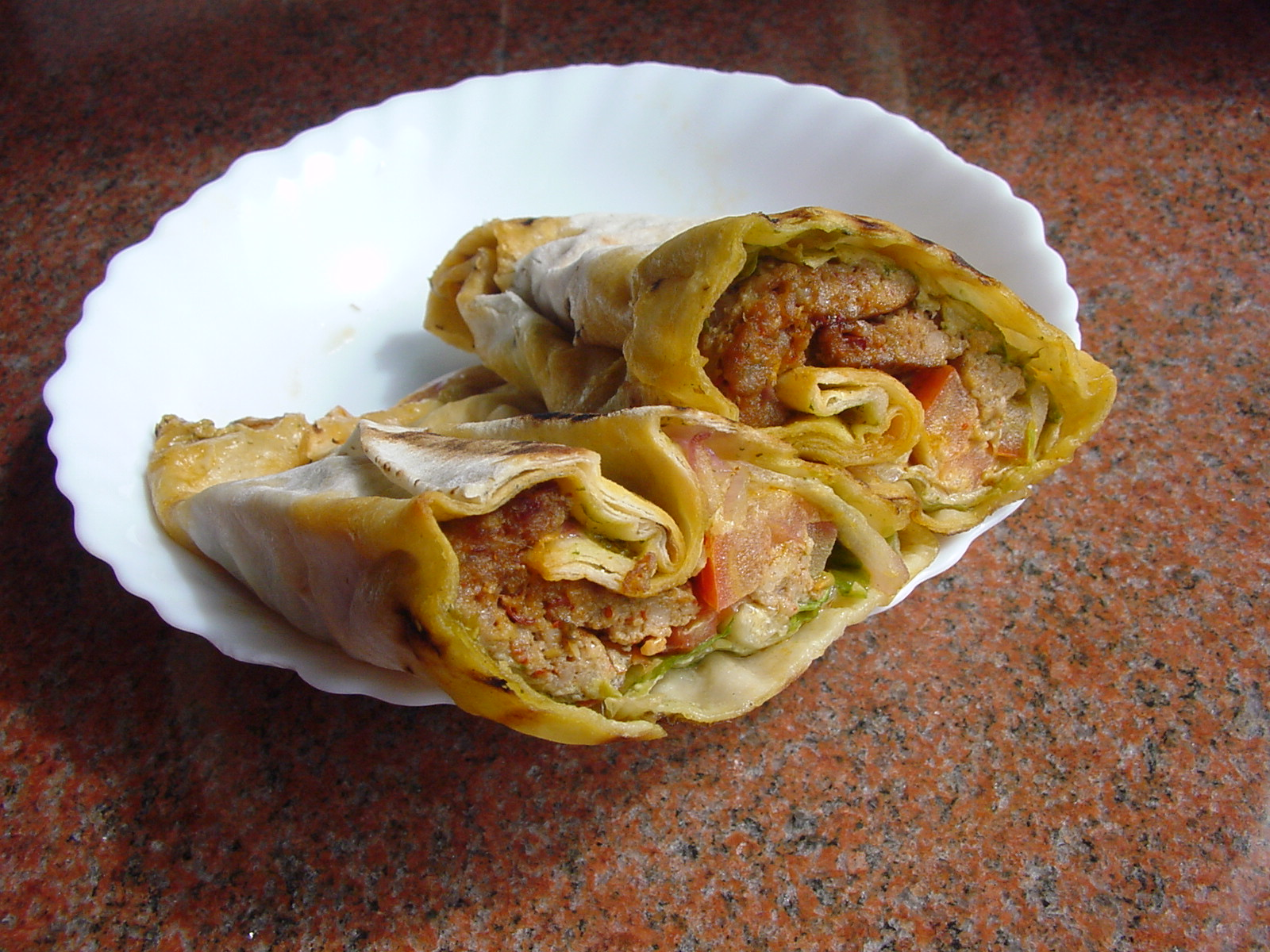
兩卷土耳其烤羊肉甩餅卷

土耳其旋轉烤肉（土耳其語：döner kebab，德語簡稱：Döner）即“旋轉烤肉”，是流行於德國的快餐食品，也是德國的國菜之一。即“旋轉”，而土耳其語“烤肉”即kebap，又音譯作“卡巴”、“肋巴”等。做法是將麵包或麵餅中夾入削下的旋轉烤羊肉、牛肉或雞肉，加上配料（蔬菜和醬汁）。有人把土耳其烤肉和沙威瑪及希腊旋转烤肉相提並論，因為數者皆用類似的肉類製成，但實際的作法及形式則有些分別。立式旋转烤肉架发明于 19 世纪的奥斯曼帝国，阿拉伯沙瓦玛（shawarma）、希腊陀螺（gyros）、加拿大多纳尔（donair）和墨西哥烤肉（al pastor）等菜肴都是由此衍生而来。
土耳其烤肉與希腊旋转烤肉通常是用皮塔餅包着的，土耳其語又作gobit，而土耳其烤肉有時也會改成三文治般，如在德国為一種將半圓或三角形的弗頓餅（Fladenbrot）或稱麵餅、阿拉伯麵包橫切，打開中間，然後加入土耳其烤肉、沙律、蔬菜、芝士及醬汁而成的三文治；沙威瑪則用墨西哥薄饼（一種全麥薄餅）夾著，但兩者的分野已漸漸變得模糊。三者的餡料也有頗大的分別，希腊旋转烤肉的餡料變化不大，而土耳其烤肉及沙威瑪則有不同餡料的變化，有各種的沙律材料如胡萝卜及紅椰菜等，也可用薄荷，而醬料也有不同的配搭，甚至可以選擇辣椒酱。

## 歷史
在18世紀的遊記中，土耳其烤肉是指一種來自安那托利亞的菜式，主要材料是將羊肉用會旋轉的串子插著，並放在爐上燒烤。在傳統上，這菜式是把羊肉、飯及一種加了牛油及青胡椒的辣汁一起上碟的。
而土耳其烤肉的原形則為“oltu kebab”，至今仍在不少土耳其的城鎮中見到。“Oltu”是在埃尔祖鲁姆附近的一個土耳其小鎮。而原形是把肉躺著燒及削下來的厚肉片，用L字型的（oltu shish）串把肉插著來燒的。而現代土耳其烤肉雛型則發明在19世紀土耳其的布爾薩。
在今天，土耳其烤肉通常是像三文治般用阿拉伯麵包夾著來吃，這樣的吃法早在1960年代始於伊斯坦堡。而今日在世界各地也可以吃到的土耳其旋转烤肉，則是卡迪爾·努爾米於1971年在西柏林發明的，它是把原本的土耳其烤肉改良，加上多些沙拉及醬料，以求更適合德國人的口味。自1980年代開始，土耳其烤肉就成為德國最流行的快餐食品了。

## 一般土耳其的材料及其烹調方法

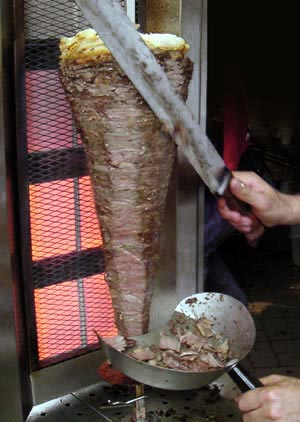
正從旋轉串子一片一片切下來的烤肉，背後的氣體烤爐會把串子上的肉烤熟。

土耳其烤肉的肉片有羊肉、牛肉或雞肉，但因其源於土耳其，作為一個盛行回教的國家，故不會使用豬肉作烤肉的材料。在發生瘋牛症事件過後，也曾使過用烤魚作為烤肉的餡料。而一個典型的烤肉三文治則是烤肉片，加上生菜絲及土耳其麵包而成的。而醬料可選擇辣醬、蒜味酸奶及香草酸奶，某些地方更有用羊奶起司作為餡料的。
至於烤肉片的製法，則有下列兩種：
- 最正宗及普遍的方法是把一片片的瘦肉片插在一垂直的串上，像一圓柱體般，然後如右圖般放在紅外線爐邊炙烤，偶而會有些蔬菜，如番茄、洋葱等放在肉串上，以蔬菜的汁液保持肉片的濕度，減低烤焦的機會。
- 有些廉價的店舖則把已調味的肉片及免治肉混在一起，放在普通的爐上燒烤。但這種作法不獲鼓勵，德國更有條例限制免治肉的含量，不可以超過總數的60%。

而從烤肉串切出肉片的方法，也有兩種:
- 傳統的是用一把又長又尖的刀把肉割下來
- 用有圓型刀片的電刀，把肉片割更薄，可切出更多塊。

## 世界各地的土耳其烤肉
土耳其烤肉現今盛行於歐洲，加拿大及不少其他的大城市，大多都是以德國改良的旋转烤肉為主。在不少西方國家，土耳其烤肉是一種流行的宵夜，而烤肉店也傾向在較晚的時間開放以照顧夜行人士的需要。

### 德國

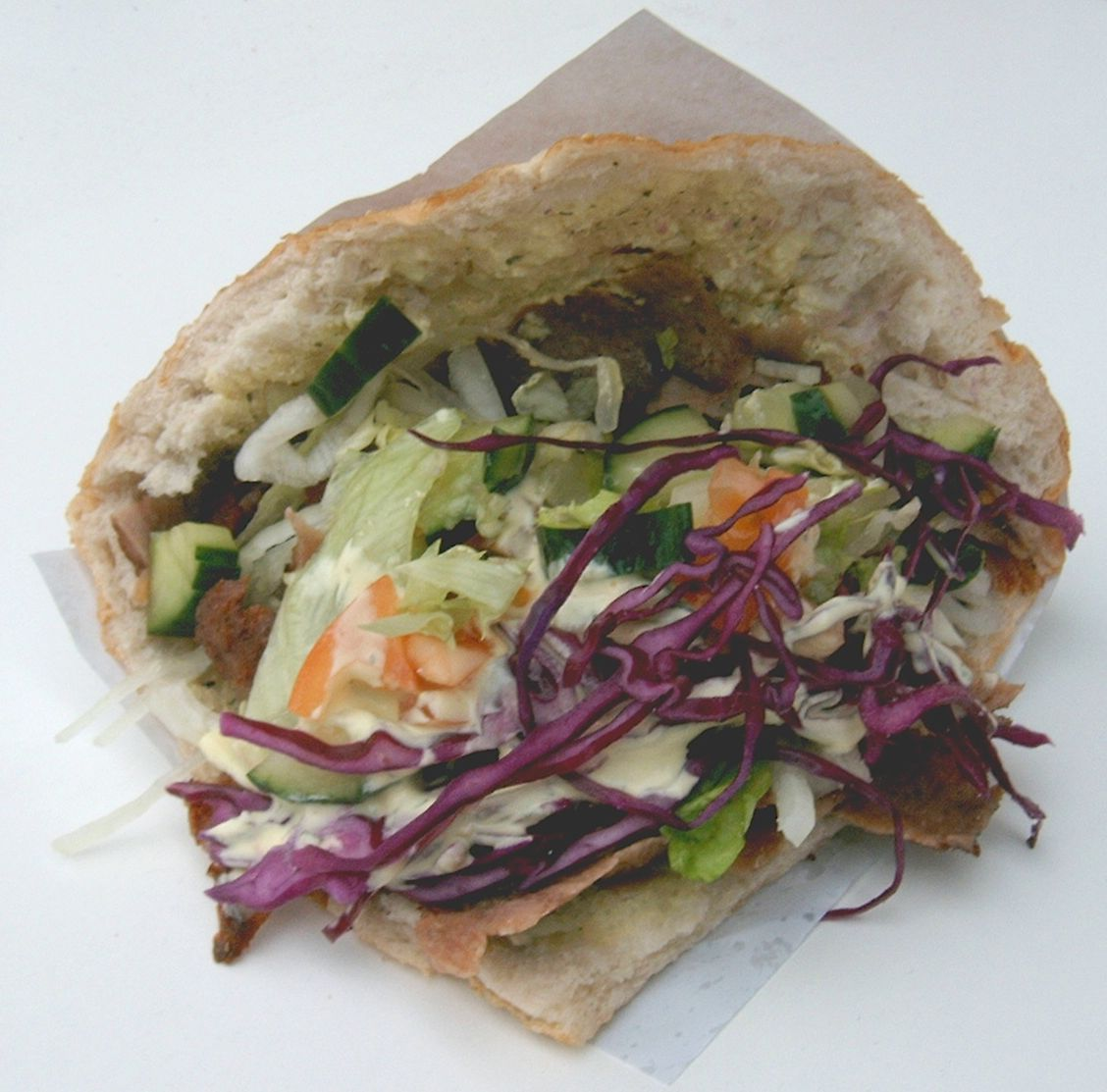
常見的德國化土耳其旋转烤肉。

在德國，中東菜式、烤肉、土耳其麵包以及沙拉三明治等与漢堡及香腸一样流行，在年輕一輩之間很流行，當地人稱為；年輕人以烤肉作午餐及夜遊後的宵夜。而烤肉的總類也不少，其中一種為，與一般的土耳其烤肉相似，但內裏的蔬菜餡料則換成薯條，也有些土耳其烤肉是以薯條取代土耳其麵包佐吃的；有些更是只有沙律菜而沒有肉，德語稱為（素食土耳其烤肉）。

據統計，德國人每天吃掉200至300公噸的土耳其烤肉；在1998年，他們一年花費了15億歐元在烤肉上。至於它能盛行的原因，最主要是因為德國境內有大量的土耳其人居住。在第二次世界大戰之後，由於戰爭導致劳动力短缺，故有大批的外地人應邀至德國進行重建工作，以解決勞動力短缺問題，當中以土耳其人最多，而在重建後也有不少的土耳其人在德國居留，並開設不少的小吃店，而土耳其烤肉的方便性更受不少勞工歡迎；自此，它便開始盛行於全國了。

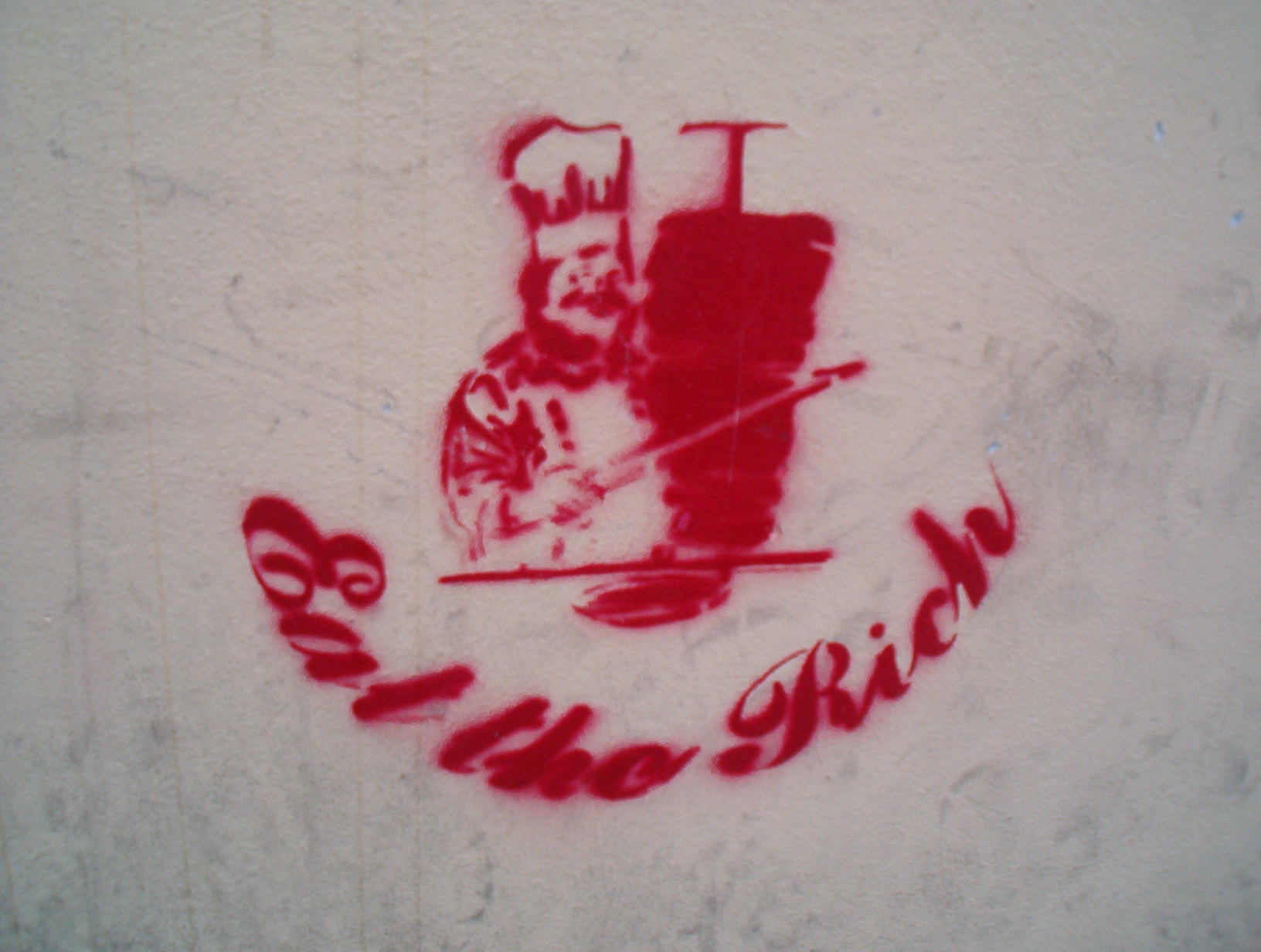
柏林圍牆上的烤肉廚師

在德國，土耳其烤肉通常用蠟質的紙包裝，而紙上有一個男性廚師拿著刀站在肉串前的，而這造型也見於德國的柏林圍牆，如圖。

### 奧地利
在奧地利，土耳其烤肉的材料和德國的大致相同，但羊肉常以雞肉代替。在都市地區，尤其是在維也納非常流行。逐漸地威脅到當地傳統小吃，如烤香腸（)等的地位。在此，人們稱呼土耳其烤肉為“Kebap”，而不是德國人說的。這使德國遊客感到混亂，也成為奧地利人取笑的題材。

### 土耳其
在土耳其，德國式的土耳其烤肉受到當地人的鄙視，但在經營旅遊業為主的南方沿海地區，不少旅客要求吃“真正”的土耳其烤肉，但諷刺的是，他們要吃的其實是德國化的土耳其烤肉，並不是正宗的；所以有不少的旅遊區也有售賣三明治的德國式烤肉，甚至代替了傳統成為主流的菜式。而正宗作為主菜的烤肉（所用的肉在烤前是泡過鹽水，並沒有兔子肉，以及用正宗的阿拉伯麵包及醬料作為佐料而成）仍然能見於全國各地。但在速食食品，德式的土耳其烤肉佔有的比率越來越高，稱為“döner sandviç”或“ekmek arası”，是一種用麵包作底（不是阿拉伯麵包），加上烤肉及沙律（以番茄、洋葱、生菜及醃黃瓜製成）作餡料的小吃，但沒有任何的醬料。

### 英國

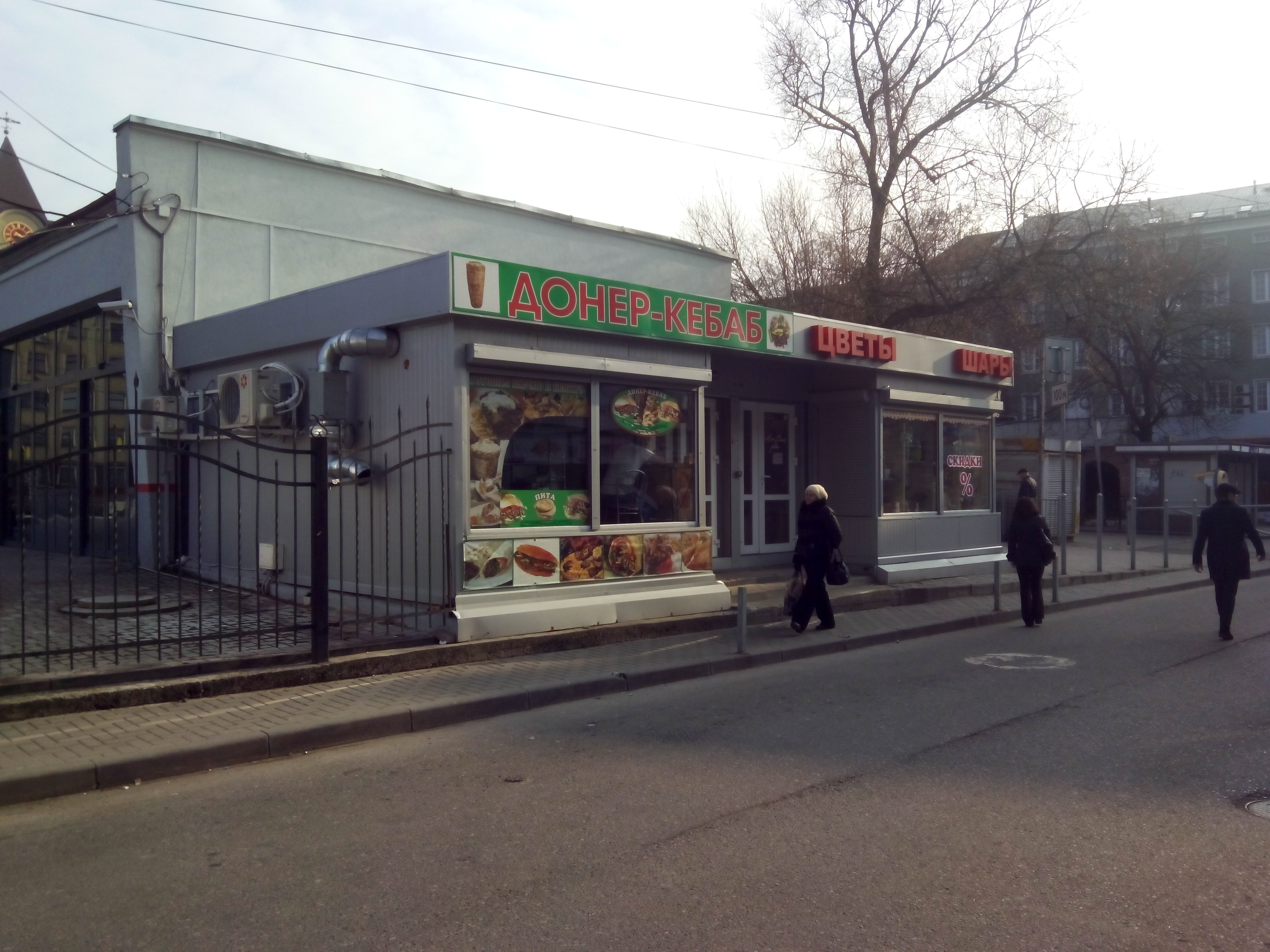
俄羅斯的烤肉

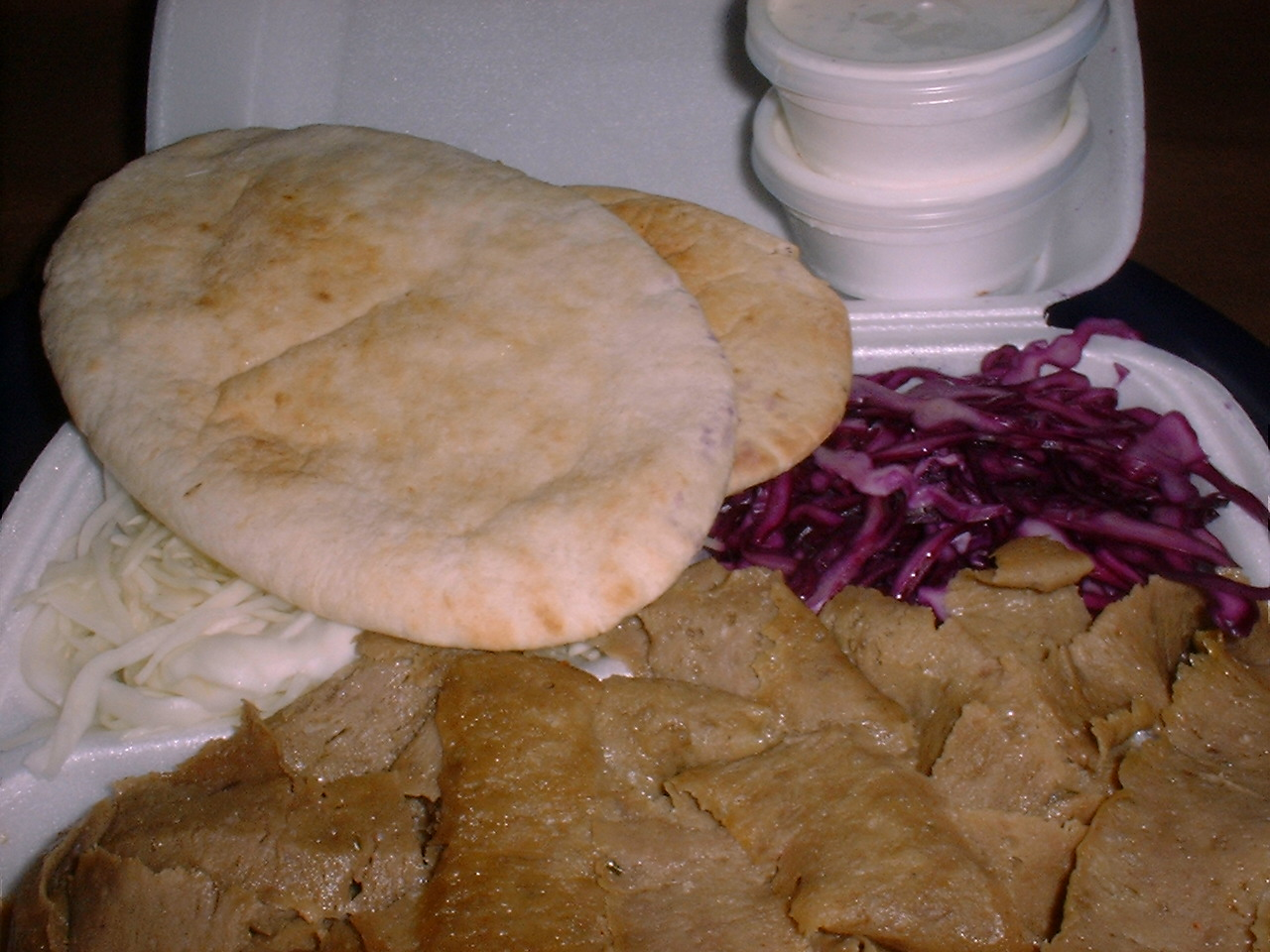
放在盤子中的土耳其烤肉，這是一種在英國普遍的款式

英國人稱土耳其烤肉為“doner kebab”或“donner kebab”，或使用阿拉伯名稱“shawarma”，在其上加沙律及醬料，是英國和愛爾蘭流行的菜式。售賣土耳其烤肉的店舖通常會提供辣椒醬、燒烤醬以及最常見的酸奶醬，而薄荷醬也是常見的醬料。顧客可以依自己的喜好而選擇醬料的濃度，如小辣、中辣等，但醬料的成分則不太清楚，而且各地不一。土耳其烤肉在當地常視同外賣食品或宵夜，在英國週末夜生活中佔了很重的角色，但不像德國人般作為主食。以下是土耳其烤肉的在英國的製作方法：
- 用阿拉伯麵包裹著；
- 放在維吾爾麵包上；
- 麵包、肉和沙律分開放在盤上；
- 把烤肉、及薯條放在碟子上，如英式名菜炸魚薯條一般，但沒有任何沙律及麵包。

英式土耳其烤肉的香料與土耳其及德國的不同，因為大多數的烤肉是由塞浦路斯的土耳其族移民製作的。而英式的菜單則有“doner”（旋轉烤肉），“shish”（串燒,以竹簽或鐵簽把肉和配料串好,再用人手在火上烤），以及“kofte kebab”，這是一種特別的烤肉，有麵包及薯條作佐料。而“doner meat”（中東烤肉）也常作為意大利薄餅及漢堡包的配料；而大家普遍並不清楚用動物的哪個部位作為烤肉，所以這成為不少傳說及笑話的來源。
在愛爾蘭的都柏林，有不少的土耳其及小亞細亞裔的移民，吃土耳其烤肉的人增加了不少，尤以在市中心工作及玩樂的夜歸人為甚。

### 法國

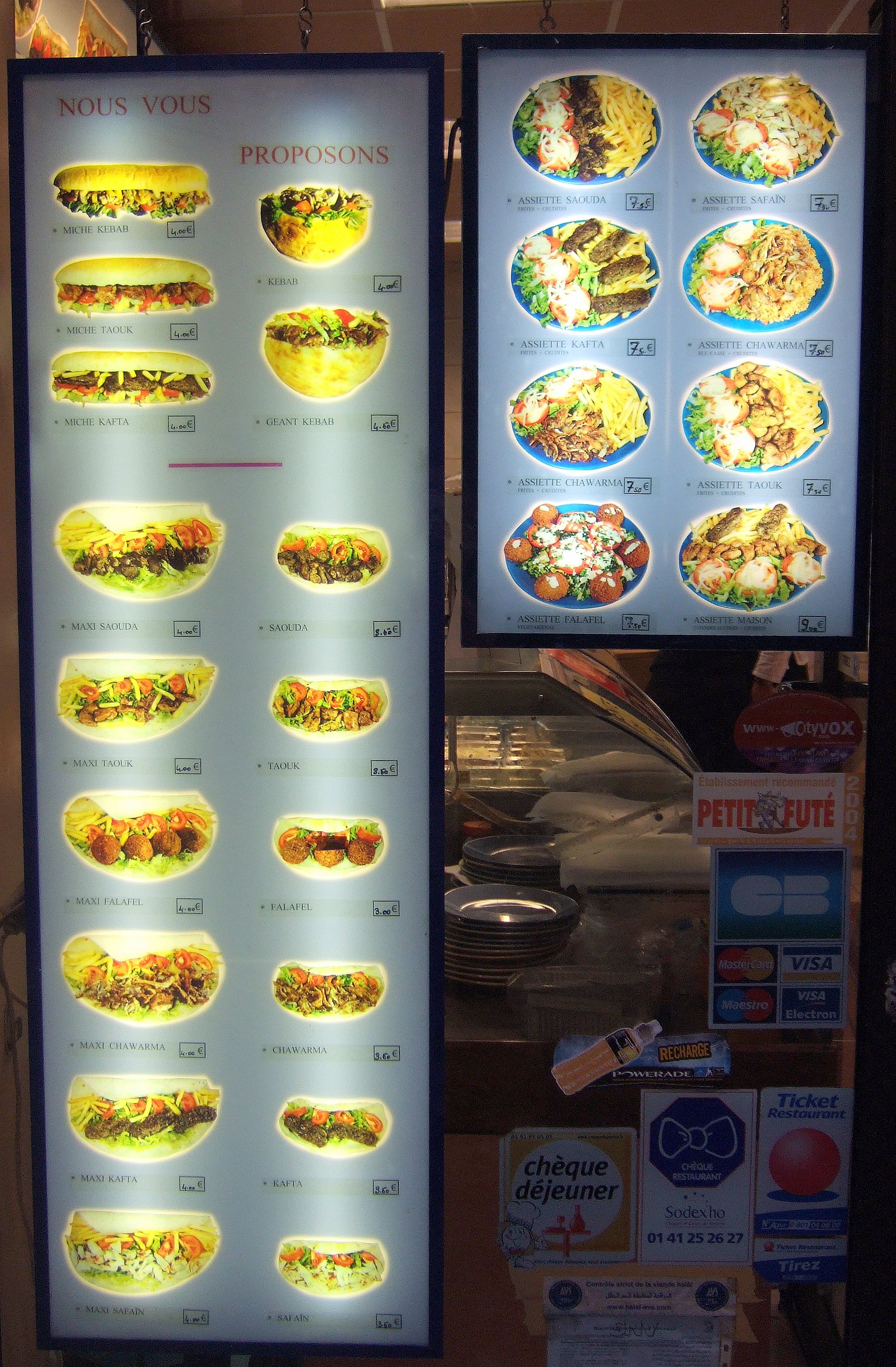
法國一家典型土耳其烤肉店的菜單，可選擇牛肉、雞肉、魚、falafel及香腸。圖中可见在2006年的一份烤肉夹馍售價仅為4歐元，一個沒有麵包的土耳其烤肉套餐則為7歐元。

土耳其烤肉和薄餅、漢堡一樣，也是在法國見到的數種快餐食品之一，也是最便宜的。大部分的土耳其烤肉店（法國人稱為kebabs）是由阿拉伯裔所經營，只有少數店鋪由土耳其移民所經營，部分店鋪同時經營漢堡炸雞等快餐。而一個基本的烤肉則是用土耳其麵包或者卷餅再加上烤肉片、洋葱，番茄及生菜，而醬料則有“sauce blanche”（法語為白醬，指酸乳加上蒜及香草）、突尼西亞紅色辣醬、茄汁以及數種其他醬料，如芥末。土耳其烤肉也通常附上薯條，而薯條更有放進麵包裏的吃法。其他種類的烤肉也有不少，如雞、魚肉，甚至是香腸，而土耳其麵包也常換為阿拉伯麵包。

### 澳洲
在澳洲，土耳其烤肉隨著希臘、土耳其、前南斯拉夫及黎巴嫩的移民傳入。現在，土耳其烤肉也很受歡迎，而人們認為它是比麥當勞及肯德基健康的快餐食品。當地的烤肉通常是以阿拉伯麵包或土耳其麵包為佐料，較少以三文治的形式出現。在澳洲某些希臘人口比中東人多的州，人們稱土耳其烤肉為souvlaki，Gyros或yiros。在西澳，一份土耳其烤肉更包括了煎蛋。
在悉尼，雞、牛、羊肉的土耳其烤肉很容易可以在市郊不少外賣店找到。而當地的土耳其烤肉大多把生菜、番茄、洋葱、中東沙律及芝士放在阿拉伯麵包上。而最常見的醬料則有茄汁、鷹嘴豆醬、蒜泥及辣椒醬，餡料可以放在麵包上或是分開放的，更常見的方法是把所有東西捲在一起。後者的處理方式有兩種，一是把它包起來以便焗烤，這方法可以令麵包變得鬆脆及香濃，而另一種則是不經焗烤。在澳洲首都堪培拉，則有另一種方法，是把塞了餡料的麵包放在爐底烘一分鐘，其後便像平時的吃法一般，將烤肉用紙包起，以防餡料掉出的。
在布里斯本，烤肉的製法則受到黎巴嫩的影響。
在澳洲某些地方，人們稱售賣烤肉的地方為“Kebaberies”，而土耳其烤肉也作為一種式薄餅的餡料。

### 芬蘭
在芬蘭，土耳其烤肉因為土耳其人的移入及開設餐館而變得受歡迎起來。而在當地，土耳其烤肉也作出了改變以符合地區需要，如多用當地非常普及的牛肉。烤肉在當地視為快餐，而那裏的餐廳大多都有售薄餅，而且到了夜深時間仍照常營業；在當地，這樣的餐廳最少有900間。而牛肉則作為主要的肉材，因為芬蘭人較習慣牛肉的口味，而且在當地，牛是較便宜的。有些土耳其烤肉則把兩種肉混在一起。
當地人最常吃的烤肉菜式有以下數項：
- “Rullakebab”（意思為捲式土耳其烤肉），是用薄餅皮包著，內裡有烤肉、番茄、醃青瓜及椰菜，而醬料則為一般沙拉醬，蛋黃醬，番茄辣汁等；一個這樣的烤肉有大約一公斤重，可以給多人食用；而更大的同類烤肉則稱為“tuplarulla”（雙卷），和“Rullakebab”相似，但肉的數量則更多。這樣的烤肉有時會用墨西哥辣椒調味，但不少的辣椒仍是用土耳其辣椒的。
- “Kebab riisillä”(土耳其烤肉捲餅)及“Kebab ranskalaisilla”(土耳其烤肉配薯條)，它們通常放在碟上並附以沙律醬（蛋黃醬或類似的熱醬汁），而沙律菜則是常見的配菜。
- “Kebabpizza”土耳其烤肉薄餅，這是烤肉加上辣的配料，如墨西哥辣椒及土耳其辣椒；而其他的成份則有醃青瓜，沙樂美腸及番茄等。
- “Pitakebab”和不少國家所售的傳統土耳其烤肉類似。

### 加拿大
在加拿大，有一種土耳其烤肉稱為“Donair”，其發源地是在加拿大的哈利法克斯。當地一間餐廳King of Donair聲稱在1973年發明這種烤肉。
這種烤肉的肉和一般不同，是由絞肉、麵粉或麵包糠及多種香料調製而成的，而其醬料則是用淡奶、糖、醋及蒜頭製成的。而肉及醬汁則與番茄及洋葱粒用阿拉伯麵包捲起。這種烤肉的材料太多，而阿拉伯麵包則只能作為陪襯。在一個這樣的烤肉中，阿拉伯麵包吸收了大量的醬料，以致它難以與本體分開。
這樣的土耳其烤肉在加拿大大西洋省份十分普及，不少的快餐店都有售賣這種烤肉。而上述的食店也推出了有同樣成分的薄餅及潛水艇三文治。而哈利法克斯也因為這種的烤肉而聞名。
在酒吧關閉後的時份，當地有不少的人購買烤肉當作宵夜，而不少薄餅店及不少跨國連鎖食肆也提供烤肉醬（donair sauce）給予食客品嘗。

### 日本
土耳其烤肉在日本開始流行，而它在日語中為。在不少的流行攤位中有售。烤肉也經過適當的調整以適合當地人的口味，例如用椰菜代替沙律，而醬料則換為蛋黃醬。
有些人認為在當地的烤肉攤位中，大多數的僱員為印巴裔的移民，其實不見得。在當地的烤肉攤位中，土耳其人占大部分，有一部分僱員則是伊朗人。

### 瑞士
土耳其烤肉在瑞士全國各大城市都找到的，在蘇黎世及巴塞爾也見到；而其中在蘇黎世舊城中的土耳其烤肉攤子則較為有特色。

### 台灣
土耳其烤肉的名稱在台灣並不普及，倒是沙威瑪的名稱比較為人所知。台灣有許多販售沙威瑪的攤位，大都以普通麵包而非傳統的皮塔餅或墨西哥薄餅夾著肉塊、高麗菜絲，變成像是夾著烤肉片的漢堡或大亨堡，類似速食化的德式土耳其烤肉。而醬料則像芬蘭與日本以美乃滋和番茄醬為主。强调是红外线烤肉或无烟烤肉，连锁速食餐厅也有烤鸡肉，可见商品在烤箱内自转烘烤，售出半鸡或全鸡可自选

### 中國大陸
在中國西部，尤其是新疆，因為土耳其的影響，土耳其烤肉被視為一種地方特色，並傳播至中國各地，甚至还出现了猪肉版的“土耳其烤肉”。中式土耳其烤肉的馅料一般只有肉类（一般是鸡肉或猪肉，有时会在烤制时混有一些蔬菜），不含沙拉蔬菜及酱料。由于与中国小吃“肉夹馍”相似，通常稱作“土耳其肉夾饃”；一些地方的“陕西肉夹馍”甚至已经变成中国式土耳其烤肉，而不是传统的卤肉块。也有将土耳其烤肉及蔬菜配上米饭食用者，称为“土耳其烤肉饭”。中式土耳其烤肉機通常不是立軸而是橫軸。

### 香港
在中環、尖沙咀也常見到不少售賣中東食品及土耳其烤肉的店舖；也有快餐店售賣類似的食物。

## 外部連結
- Domer Kebab and More at Turkishcook.com

- Kebab Journal blog community （页面存档备份，存于） - reviews of (mostly British) kebab shops.
- A search engine for doner kebab (international coverage, but still focus on German kebabs)
- Collection of Döner Kebab paper bags
- recipe for a Halifax-style donair
- Video : Preparation of Döner Kebab
- https://web.archive.org/web/20160422091504/http://www.naks.org.uk/ (National Association of Kebab Shops - UK)
- http://www.thechillisource.org （页面存档备份，存于） Information about Kebabs in general and reviews of London Kebab shops